# Rénelle Lamote
Rénelle Lamote (Coulommiers, 26 de diciembre de 1993) es una deportista francesa que compite en atletismo, especialista en las carreras de mediofondo.
Ganó tres medallas de plata en el Campeonato Europeo de Atletismo entre los años 2016 y 2022, y una medalla de plata en el Campeonato Europeo de Atletismo en Pista Cubierta de 2019.

## Palmarés internacional
| Campeonato Europeo                   | Campeonato Europeo       | Campeonato Europeo | Campeonato Europeo |
| Año                                  | Lugar                    | Medalla            | Prueba             |
| ------------------------------------ | ------------------------ | ------------------ | ------------------ |
| 2016                                 | Ámsterdam (Países Bajos) | Medalla de plata   | 800 m              |
| 2018                                 | Berlín (Alemania)        | Medalla de plata   | 800 m              |
| 2022                                 | Múnich (Alemania)        | Medalla de plata   | 800 m              |
| Campeonato Europeo en Pista Cubierta |                          |                    |                    |
| Año                                  | Lugar                    | Medalla            | Prueba             |
| 2019                                 | Glasgow (Reino Unido)    | Medalla de plata   | 800 m              |